# Гора (Долносилезко войводство)
Вижте пояснителната страница за други значения на Гора.
Гора или Гу̀ра (на полски: Góra; на немски: Guhrau) е град в Западна Полша, Долносилезко войводство. Административен център е на Горовски окръг и на градско-селската Горовска община. Заема площ от 13,65 км2.

## География
Градът се намира в историческата област Долна Силезия. Разположен е източно от Глогов и южно от Лешно.

## Население
Населението на града възлиза на 11 994 души (2017 г.). Гъстотата е 879 души/км2.

## Фотогалерия
- Глоговската кула
- Замъкът в града